# Recke
Recke è un comune di 11 227 abitanti della Renania Settentrionale-Vestfalia, in Germania.
Appartiene al distretto governativo (Regierungsbezirk) di Münster ed al circondario (Kreis) di Steinfurt (targa ST).